# NGC 3574
NGC 3574 (другие обозначения — MCG 5-27-22, ZWG 156.20, NPM1G +27.0308, PGC 34080) — галактика в созвездии Лев.
Этот объект входит в число перечисленных в оригинальной редакции «Нового общего каталога».
В галактике вспыхнула сверхновая SN 1973A. Её пиковая видимая звёздная величина составила 18.